# Мазовер, Александр Павлович
Александр Павлович (Фа́йвелевич) Мазовер (20.03.1905, г.Чкаловск Чкаловская обл. — 1981, Москва) — специалист-кинолог, основоположник советской кинологии, один из основоположников российского собаководства.
Мазовер был великим кинологом, знал досконально очень много пород, но когда он говорил о доберманах — он был неподражаем.

## Биография
Родился в 1905 году в г.Чкаловск Чкаловской области, в семье выпускника Варшавского университета, провизора Файвеля Гиршевича Мазовера (1876—?) и Марии Савельевны, урождённой Вольфсон. Отец был владельцем аптеки, членом правления и казначеем Общества пособия бедным евреям г. Оренбурга и членом духовно-хозяйственного правления при 3-м еврейском молитвенном доме Оренбурга.
С детских лет увлекается собаководством, занимался разведением доберманов.
- В 1924 году переехал в Москву, окончил Институт физкультуры. Был одним из организаторов секции доберман-пинчеров и овчарок при Всероссийском союзе промыслово-охотничьих кооперативных организаций (Всекохотсоюз).
- В 1930 году становится одним из лучших кинологов в СССР[4].
- В 1931 году был начальником первой экспедиции, организованной ОСОАВИАХИМ и Всесоюзным институтом животноводства, на Красноярский север для изучения северного собаководства.
- В 1938 году Мазовера приглашают на работу в Центральный Совет ОСОАВИАХИМ СССР, где он заканчивает курсы усовершенствования офицерского состава.
- С апреля 1943 года — участник Великой Отечественной войны[9],звание-капитан,должность-командир 37-го отдельного батальона собак миноискателей и истребителей танков , 2 Отдельного полка специальной службы (дрессировщиков собак) в составе 3-й гвардейской армии. Занимал эту должность до 11.05.1945.Командиром полка был заместитель начальника Центральной школы Покровский Василий Яковлевич. Около 1944 года получил звание - майор, должность-командир 37-го отдельного инженерного батальона миноискателей.

"Майором Мазовер А.П. и капитаном Орловым А.П. была разработана и введена в практику инструкция подготовки собак минно-розыскной службы.
С 20 по 29 ноября (1942) в 3-й гвардейской армии (командующий генерал Лелюшенко) были проведены войсковые испытания собак минно-розыскной службы на боевых минах в боевой обстановке. Комиссия дала высокую оценку работе собак и предложила минно-розыскных собак ввести на вооружение Советской армии."(из статьи Николая Ботникова "История и боевой путь Центральной школы военного собаководства")Источник: https://statehistory.ru/3848/Istoriya-i-boevoy-put-TSentralnoy-shkoly-voennogo-sobakovodstva--1924-1996-gg--/"
"Майор Мазовер крупный специалист по служебному собаководству. В должности командира батальона с мая 1943 года. За этот период организовал батальон собак, первоначально истребителей танков, а затем миноискателей.Как специалист создал и воспитал на фронте кадры специалистов по работе с собаками.Вновь организованные во фронте в 1944 году роту собак миноискателей при инженерно-штурмовых бригадах сформированы при активном участии майора Мазовер и укомплектованы его воспитанниками. Провёл большую работу по сплошному разминированию, всегда выполняя задания в срок при хорошем качестве" (копия из наградного листа)
- "С началом Великой Отечественной войны старший лейтенант Мазовер А.П. призывается в армию и направляется для прохождения службы в Центральную школу военного собаководства, где становится начальником отдела боевого применения собак. Здесь с присущим ему темпераментом в делах собаководства активно включается в учебно-боевую работу школы. Участвует в разработке, совместно с другими, методики подготовки собак-миноискателей.В трудные дни битвы за Москву, старший лейтенант Мазовер А.П. на Калининском фронте с собаками-истребителями танков. Затем этот отряд СИТ вошел в состав 1-го Прибалтийского фронта и был реорганизован в батальон собак-миноискателей и истребителей танков.С мая 1943 года майор Мазовер А.П.- командир 37-го отдельного отряда собак-миноискателей и истребителей танков, а затем 37-го отдельного батальона собак- миноискателей. На боевом счету батальона много славных дел, боевой путь самого Александра Павловича навсегда тесно связан с 37 ОБСМ. Батальон принимает участие в Невельской наступательной операции, в операции «Багратион» и других. От Полоцка до Кенигсберга знак «Мин нет!», а под надписью собачьи ушки и цифра « 37 » - фирменный знак на качество и безопасность, выданный батальоном.Большой вклад внес батальон в дело подготовки специалистов-вожатых собак-миноискателей для частей 1-го Прибалтийского фронта. Только за полтора года ими подготовлено 654 вожатого минно-розыскной службы" (Отрывок из книги "Мифы и правда о военном собаководстве",автор-Швабский В.Л-полковник в отставке, с 1983 по 1985 год был заместителем командира Центральной школы по подготовке специалистов караульной службы, при его непосредственном участии был создан музей истории военного собаководства. В книге, на основе архивных данных, подробно и детально восстанавливается правда о военном собаководстве СССР.
- После Великой Отечественной войны Александр Мазовер разводил немецких овчарок и другие породы в военном питомнике «Красная Звезда», игравшем очень важную роль в отечественном собаководстве того периода.
- Начиная с 1960 года Александр Мазовер был, как правило, главным экспертом всех крупных выставок собак Советского Союза[4].
- С 1965 года работал в Главном управлении по охране природы. Являлся членом кинологического совета Главохоты РСФСР и ответственным секретарём Всесоюзной квалификационной комиссии, эксперт всесоюзной категории.

Александр Павлович Мазовер умер в 1981 году и был похоронен на Николо-Архангельском кладбище Москвы. Место захоронения - Николо-Архангельское кладбище,Московская область Балашихинский район, мкр. Салтыковка, ул. Окольная, вл.4, участок 2/3
Похоронили его очень скромно, даже не помянув дома. Кто-то как-то где-то выпили за помин его души. Большего позора отечественной кинологии трудно представить. Для меня умер Учитель, человек на которого я просто молился. Умер Великий ученый, который достойно представлял Советский Союз и эту должность, что даже недруги не могли упрекнуть его ни в чем. Умер Человек.

## Боевые награды
Орден "Отечественной войны 2 степени" - приказ №01015 от 08.10.1943г.(Издан: ВС Калининского фронта,архив: ЦАМО,фонд: 33,опись: 682526,единица хранения: 1686,№ записи 18789280).
Орден "Красной Звезды" - приказ №№465 от 29.04.1945(Издан: ВС 3 Белорусского фронта,архив: ЦАМО,фонд: 33,опись: 686196,единица хранения: 3396,№ записи 25214442).Строка в наградном списке. Наградной лист.
Медаль «За победу над Германией в Великой Отечественной войне 1941–1945 гг.» - Акт №16 вручение награждённым медали «За победу над Германией в Великой Отечественной войне 1941–1945 гг.» от 20.06.1945г.,г.Перово

## Профессиональная деятельность
В 1947 году написал монографию «Экстерьер и породы служебных собак».
Написал более 100 статей в специализированных и популярных журналах, в том числе первый стандарт по эталону породы (1947). Автор десятка книг, ставших «классикой» советской литературы по собаководству и многократно переиздававшихся, среди которых наиболее известны: «Племенное дело в собаководстве», «Собаководство в сельском хозяйстве», «Служебная собака», «Охотничьи собаки». Фотографом этих изданий была его жена — дрессировщица Дина Соломоновна Волкац.

## Книги А. П. Мазовера
- Служебное собаководство в колхозах и совхозах: отбор собак, их разведение, уход и дрессировка. Москва—Ленинград: КОИЗ, 1939.
- Экстерьер и породы служебных собак. Москва: Редиздат ЦС Союза Осоавиахим СССР, 1947.
- Служебная собака: руководство по подготовке специалистов служебного собаководства (с соавторами). Москва: Сельхозгиз, 1952.
- Племенное дело в служебном собаководстве. Москва: ДОСААФ, 1954 и 1960.
- Собаководство в сельском хозяйстве. Москва: Госсельхозиздат, 1957.
- Справочная книга по собаководству (с соавторами). Москва, 1960.
- Наш друг. Справочник по собаководству (с Ю. Н. Пильщиковым и М. Г. Виноградовой). Алма-Ата: Кайнарэ, 1973.
- Охотничьи собаки. Первое издание — Москва: Лесная промышленность, 1979. Второе издание — Москва: Агропромиздат, 1985.
- Служебная собака: руководство по подготовке и содержанию служебных собак (с соавторами). Москва: ВАП, 1994.